# Mark Pryor
Mark Lunsford Pryor, född 10 januari 1963 i Fayetteville, Arkansas, är en amerikansk advokat och demokratisk politiker. Han representerade delstaten Arkansas i USA:s senat 2003–2015.
Pryor är son till en tidigare guvernör (1975–1979) och senator (1979–1997) från Arkansas, David Pryor. Han var ledamot av Arkansas representanthus 1991–1994 och var därefter delstatens justitieminister (Attorney General) 1999–2003. 
2002 besegrade Pryor, som demokraternas kandidat, republikanen Tim Hutchinson (53%–47%) som hade övertagit Pryors fars senatsplats 1997. I senaten tillhör Pryor den moderata falangen av demokraterna. Han valdes om utan republikansk opposition 2008.
Han stödde Hillary Rodham Clinton som demokraternas presidentkandidat i valet 2008. I mellanårsvalet i USA 2014 besegrades Pryor av republikanen Tom Cotton som utnyttjade president Barack Obamas låga popularitetssiffror i Arkansas i sin kampanj.
Pryor är gift och har två barn. Han är baptist.

## USA:s senat

### Val

#### 2002
I slutet av 2001 tillkännagav Pryor sin kandidatur till senatsplatsen som innehas av Tim Hutchinson. Platsen hade innehafts av hans far David Pryor, som aktivt kampanjade för sin son. Pryor besegrade Hutchinson och var den enda demokratiska kandidaten till senaten som besegrade en republikansk sittande senator i den valcykeln.

#### 2008
Pryor vann omval 2008 utan en republikansk motståndare. Pryors enda tillkännagivna motståndare var Green Party kandidat Rebekah Kennedy, som han besegrade.

#### 2014
Pryor kandiderade för omval till en tredje mandatperiod 2014, mot republikanen Tom Cotton.
I mars 2014, under ett MSNBC-nyhetssegment angående senatsvalet, sa Pryor att Cotton gav ifrån sig en "känsla av rättighet" till en plats i senaten på grund av sin tjänst i militären. Efter att ha fått mycket kritik för anmärkningen sa Pryor senare att han inte attackerade Cottons militärtjänst, utan hans upplevda brist på prestationer i representanthuset: "Men poängen kvarstår att han har varit i representanthuset nu i lite över ett år, han har inte antagit någon lagstiftning. Det finns inte en sak han har gjort för Arkansas."
Pryor förlorade mot republikanen Cotton.